# John Martin
John Martin (19. července 1789 v Haydon Bridge, Northumberland – 17. února 1854 v Douglasu, ostrov Man) byl vlivný anglický malíř romantismu. Původně byl vyučený řemeslným malířem a živil se malbou glazur, ale později rozvinul svoji fantazii a proslavil se malbou velkých pláten s biblickými motivy. Jeho kariéra skončila po záchvatu mrtvice.

## Začátky
Nejprve ho jeho otec poslal na učení heraldické malby do Newcastle upon Tyne, po neshodách s učiteli byl přeřazen k italskému mistrovi Bonifaciovi Mussoovi, což byl otec malíře emailů Charlese Mussa. Se svým novým mistrem se Martin přestěhoval v roce 1806 do Londýna, kde se také v devatenácti oženil. Živil se učením malby a malováním akvarelů. Ve volném čase pak studoval architekturu a perspektivu.

## Malíř

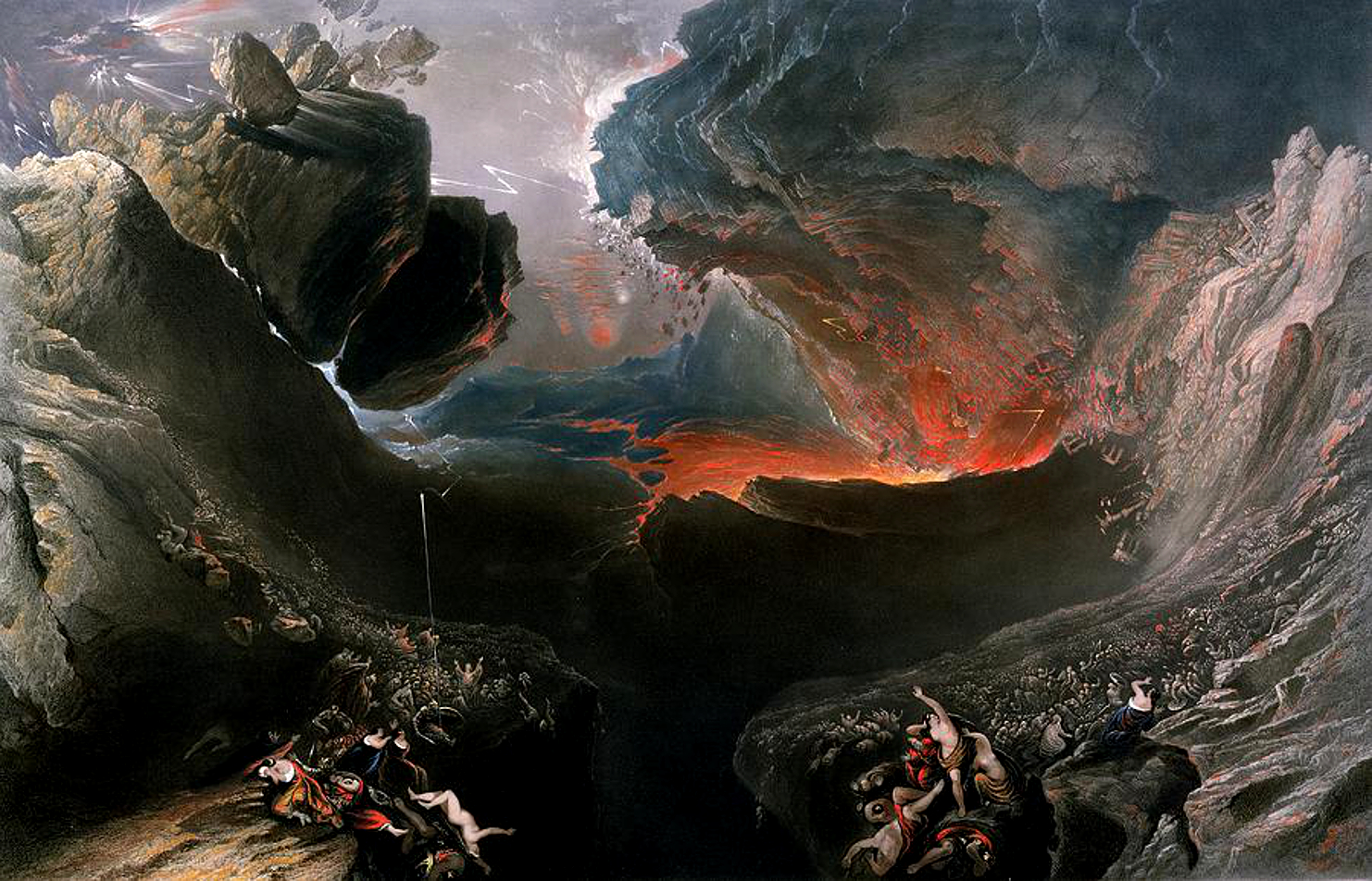
Velký den jeho hněvu

Jeho první vystavený obraz, Sadak hledající vody zapomnění (Sadak in Search of the Waters of Oblivion), visel v předsíni Královské akademie v roce 1812 a byl prodán za padesát guineí. Tento obraz byl následován Vyhnáním, Rájem (oboje 1813), Clytií (1814) a Josua staví slunce (1816). V roce 1821 byl představen Kvas Baltazarův, který se setkal s mnohem bouřlivější a kontroverznější reakcí, a nakonec byl oceněn 200 librami, přičemž již dříve dostal Martin za toto dílo od Britského institutu dalších 100 liber. Na tento obraz navázala Zkáza Herkulanea (1822), Stvoření (1824), Předvečer potopy (1841) a řada dalších děl s biblickými či smyšlenými motivy. Například Nebeské pláně byly myšleny jako vzpomínkový obraz na jeho mládí v Allendalu.
Martinova velká plátna byla ovlivněna především dobovými dioramaty a panoramaty, velmi populární zábavou, která umně používala umělé světlo k vytvoření dojmu skutečnosti. Martin bývá často považován za předchůdce epického kina a není pochyb, že jeden z průkopníků filmu D. W. Griffith si byl vědom malířova významu. Následně se tvůrci dioramat dopouštěli na Martinově díle plagiátorství. V roce 1833 bylo instalována 190 m2 veliká reprodukce Baltazarova kvasu na zařízení Britské diorama. Martin se následně snažil o odstranění tohoto díla soudním příkazem, ale neuspěl. V roce 1835 bylo za stejným účelem použito stejného díla v New Yorku. Obě tato představení slavila nevídaný úspěch u diváků, ale notně pošramotila pověst Martina na poli seriózních malířů.
V roce 1840 namaloval obraz Pád Ninive, který koupila belgická vláda a jako uznání mu byl udělen Řád Leopolda v rytířské třídě.

## Rytec

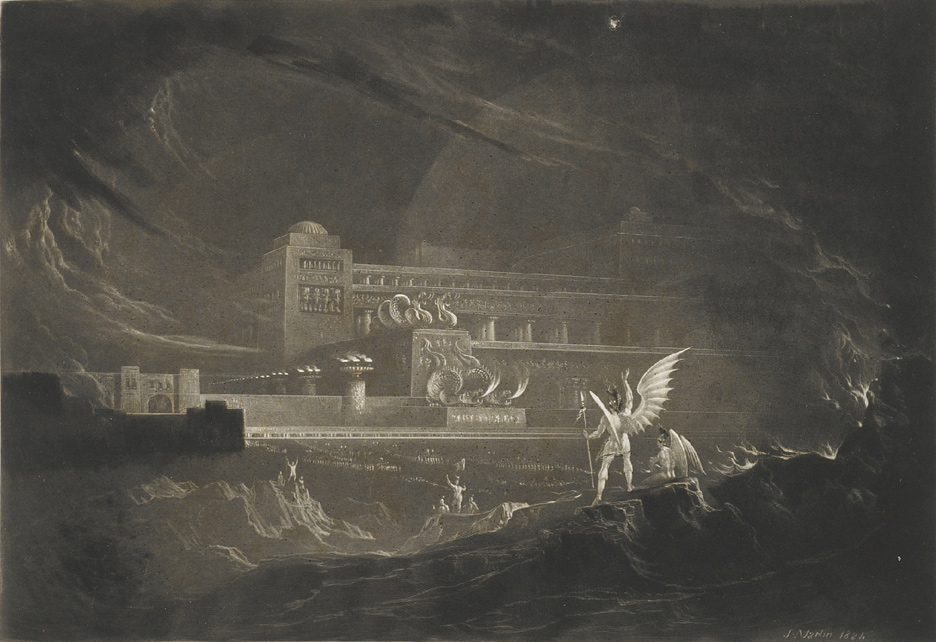
Rytina Pandemonium

Mimo malířskou dráhu nelze u Johna Martina zapomínat na to, že byl význačný mezzotintový rytec, což mu vynášelo více po většinu života než malba. V roce 1823 byl Martin pověřen americkým vydavatelem Samuelem Prowettem k ilustrování Ztraceného ráje od Johna Miltona. Za tímto účelem dostal zálohu 2000 liber. Ještě nedokončil první zakázku 24 rytin a dostal novou zálohu 1500 liber na dalších 24 rytin na menší desky. Ke dvěma známějším rytinám patří vyobrazení pekelného hradu Pandemonia nebo Satan předsedá pekelnému koncilu. Na obou rytinách jsou patrné prvky umělcovy fantazie, obzvláště pak na architektuře. Prowett publikoval rytiny mezi lety 1825 a 1827. Na základě tohoto podniku se pokusil sám Martin publikovat mezi lety 1831 a 1835 ilustrace k Starému zákonu, nicméně to se ukázalo příliš nákladným a nevýdělečným. Nakonec musel zbývající podklady odprodat Charlesi Tiltovi, který je znovu publikoval roku 1838 a v menším formátu v roce 1839.

## Věhlas
Martin si zprvu získal slušnou popularitu poté, co svoji fantaskní architekturou na Baltazarově kvasu ovlivnil umělce z rodiny Brontëových, kde především jejich smyšlená země Angria s hlavním městem Glasstownem získala podobu Martinovy imaginace. Dokonce hrdina Edward de Lisle mohl být umělcovým odrazem. Ještě větší slávu získal v roce 1829, kdy jeho starší bratr Jonathan Martin podpálil yorskou katedrálu. Tento požár nejenže způsobil značné škody, ale mnoho vnějších pozorovatelů přirovnávalo spáleniště k obrazům Johna. Dokonce se ukazuje, že John měl s incidentem více společného s přihlédnutím k tomu, že obhajoba v procesu proti Jonathanovi byla placena z Johnových peněz. Jonathan, teď už známý jako šílený Martin, se nakonec vyhnul oběšení díky nepříčetnosti.
Martin se také zabýval vytvářením schémat pro vylepšení Londýna, publikoval řadu plánů pro systém zásobování vody, kanalizace, přístavy, železnice. Jeho plány pro londýnské kanalizace z roku 1834 zohlednil v roce 1859 Joseph Bazalgette.
V posledních čtyřech letech života se věnoval velkému triptychu věnovanému poslednímu soudu, přičemž vytvořil Poslední soud, Velký den jeho hněvu a Pláně nebeské. Všechny tyto tři obrazy připadly Tate Britain v roce 1874. Ještě během prací byl stižen mozkovou příhodu a posléze zemřel.
Zemřel sám, protože se stal obětí změny vkusu a módy společnosti. Společnost již považovala jeho velkoformátové výjevy za příliš teatrální a zastaralé. Ani po smrti nebyl ušetřen určitých paradoxů všeobecného vkusu. V 30. letech 20. století nebyla Martinova plátna ceněna více než několika librami, zatímco dnes se ceny pohybují v tisících.

## Dílo
Mezi jeho nejzásadnější díla patří především velkoformátová plátna, na kterých je zachyceno apokalyptické téma s velkou fantazií. Dá se jim vytknout jisté chyby v technice, pozorování a vkusu. Také ilustroval Bibli či Miltonův Ztracený ráj.
- Záhuba Babylonu (1813)
- Kvas Baltazarův; Josua staví slunce (1816)
- Zkáza Herkulanea a Pompejí (1822)
- Hořící Troja; Potopa (1828)
- Předvečer potopy (1840)
- Poslední člověk (1849)
- Poslední soud (1850)
- Zničení Sodomy a Gomory (1852)
- Velký den jeho hněvu (1853)

## Podobní autoři
- Hieronymus Bosch
- Frederick Church
- Thomas Cole
- John Robert Cozens
- Caspar David Friedrich
- William Turner